# Themira minor
Themira minor är en tvåvingeart som först beskrevs av Alexander Henry Haliday 1833.  Themira minor ingår i släktet Themira och familjen svängflugor. Arten är reproducerande i Sverige. Inga underarter finns listade i Catalogue of Life.